# Caldarium

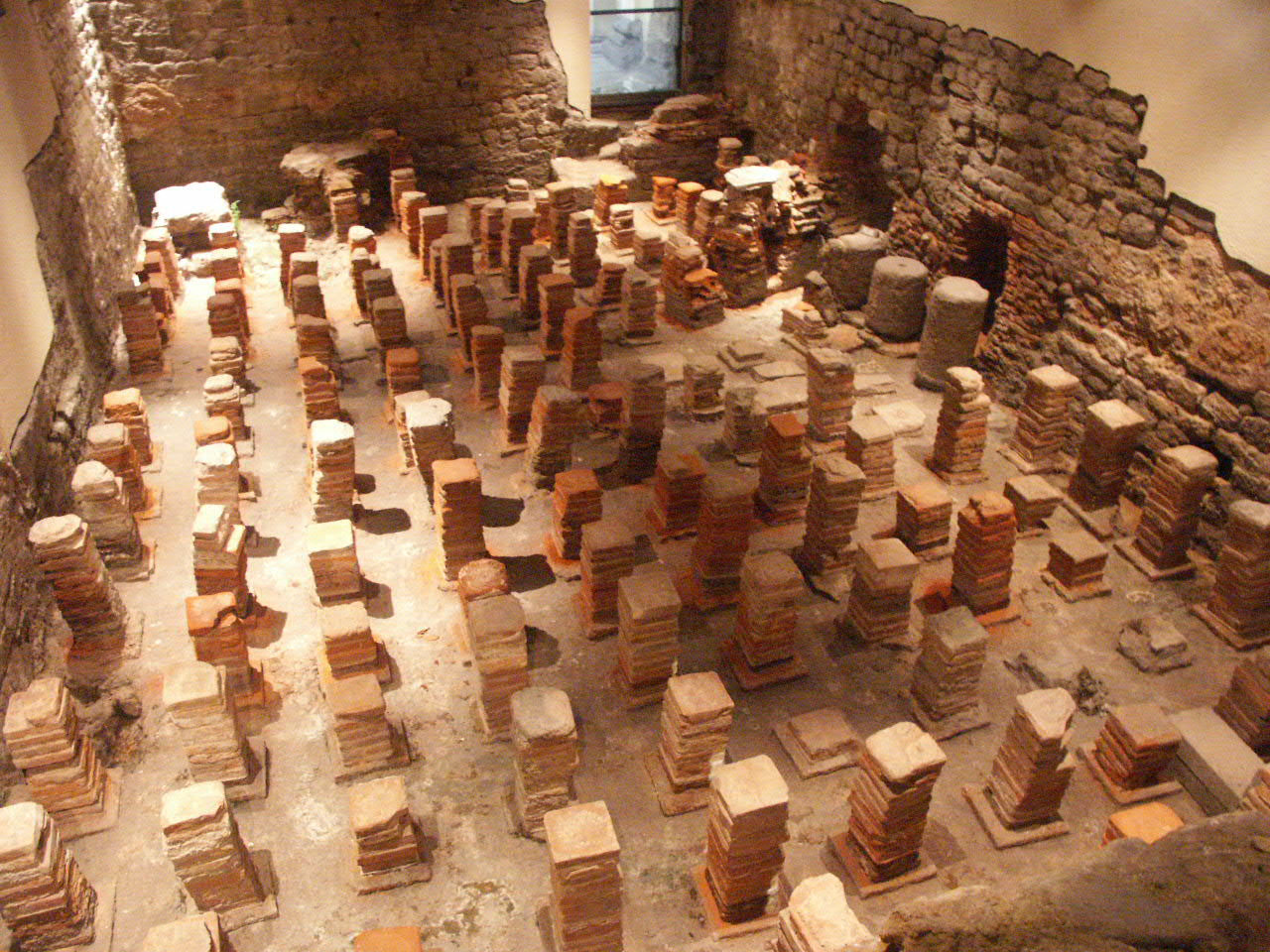
Caldarium en unos baños romanos en Bath, Inglaterra, Reino Unido. Se ha quitado el suelo para mostrar la cavidad por donde circulaba el aire caliente.

Un caldarium (también llamados calidarium, cella caldaria o cella coctilium) era un cuarto con un baño caliente, usado en un complejo de baños romanos.
Este era un cuarto muy caliente y vaporoso calentado por un hipocausto, un sistema de calentamiento subterráneo.  Este era el cuarto más caliente en la secuencia regular de cuartos de baño: después de sudar en el caldarium, los usuarios podían acceder al tepidarium y al frigidarium.
En el caldarium habría un baño (alveus, piscina cálida o solium) de agua caliente hundido en el suelo, a veces había incluso un laconicum, un área caliente y seca para inducir el sudor.
Los usuarios de los baños usaban aceite de oliva para limpiarse a sí mismos aplicándoselo en sus cuerpos y usando un estrígil para eliminar el exceso.
En un gimnasio y en un spa moderno, un caldarium es un cuarto con piso caliente.